# Worms (videojuego de 1995)
Worms es un videojuego de estrategia militar por turnos desarrollado por Team17 y lanzado en 1995. Es el primer juego de la saga de videojuegos Worms.
Worms es un juego basado en turnos en el que un jugador controla a un equipo de gusanos contra otros equipos de gusanos controlados por una computadora u oponente humano. El objetivo es utilizar varias armas para matar a los gusanos en los otros equipos.

## Desarrollo
El juego fue creado originalmente por Andy Davidson como una entrada para una competencia de programación de Blitz BASIC dirigida por la revista Amiga Format, una versión reducida del lenguaje de programación que se ha cubierto anteriormente. El juego en esta etapa fue llamado Total Wormage (posiblemente en referencia al arcade Total Carnage) y no ganó la competencia. Davidson envió el juego a varios editores sin éxito. Luego llevó el juego al European Computer Trade Show, donde se reunió con Mark Foreman –Head Games Buyer en GEM Distribution. Mark sugirió a Andy que debía hablar con Ocean Software / Team17 ya que sería un compañero ideal– también tenían un stand en el show. Team17 hizo una oferta sobre el terreno para desarrollar y publicar el juego. Luego produjeron la expansión Worms Reinforcements y en 1997 Worms & Reinforcements United que incluía el juego original más la expansión.
Durante el desarrollo de Worms 2, produjeron Worms: The Director's Cut, una edición especial producida exclusivamente para el chipset AGA Amiga. Sólo se vendieron 5000 ejemplares. También fue la última versión lanzada para la plataforma Commodore Amiga de la que se originó el juego.
Las referencias al condado de origen de los desarrolladores, Yorkshire, son visibles, con un banco de sonido llamado "Tykes", que es un acento de Yorkshire, y en el nivel "Hell" encontrado en el modo de misión de un solo jugador, un signo con "Welcome to Ossett! ¡Jajaja!" Escrito en él.

## Diseño del carácter, del nivel y del sonido
Los gráficos del juego y el diseño de sonido son principalmente "de dibujos animados" (aunque menos que los juegos posteriores de la serie). Los diseños de los niveles se generan aleatoriamente mediante el uso de cadenas alfanuméricas como sus semillas. Los conjuntos de objetos y paisajes utilizados para generar el campo se organizan en "temas", incluidos bosques, paisajes marcianos, playas e "infierno".

## Remake
Worms es el primer videojuego de la saga Worms de juegos. Un remake, también llamado Worms, para la Xbox 360 fue lanzado en 2007. Desde entonces ha sido lanzado a la PS3, en abril de 2009, y en iPhone el 11 de julio de 2009. 

## Recepción
Al revisar la versión de Sega Saturn, la revista Sega Saturn Magazine elogió la complejidad inesperada de Worms y la diversión del modo multijugador, y lo llamó "Simplemente el juego más jugable llegado a Sega Saturn". Máximo comentó que "Básicamente, Worms es Lemmings, pero está sin los rompecabezas y con armas en su lugar". Si bien afirmando firmemente que encontraron el juego aburrido y poco atractiva, reconocieron que era claramente muy querido por los jugadores. GamePro resumió que "un concepto humorístico nunca realmente vale la pena en Worms". Criticaron que el pequeño tamaño de los personajes y sus armas les hace poco atractivos e incluso difíciles de distinguir. A la vez que permite que el uso de las diferentes armas sea interesante al principio, encontraron que la acción era demasiado lenta y repetitiva para mantener el interés. Los cuatro revisores de Electronic Gaming Monthly comentaron que "algunos juegos tienen gráficos y control excelentes, pero Worms no necesita ya sea porque el factor de diversión es un 10. Con capacidad multijugador de hasta cuatro personas, Worms es uno de esos juegos que es tan único, no encaja en ninguna categoría, excepto innovador e increíblemente adictivo".
GameSpot anotó la versión para PC de un 7.6/10. Criticaron la lentitud de grandes sesiones multijugador y la imprecisión de los controles de teclado, pero, al igual que Sega Saturn Magazine, elogiaron la combinación de la simplicidad superficial y la complejidad subyacente, resumiendo que "Al igual que el juego de tablero Othello, Worms sólo lleva unos minutos Aprender, pero puede tomar toda una vida para dominar".
Por el contrario, el análisis de Amiga Power, escrita en el estilo de un cuestionario de personalidad de la revista, alabando el detalle de la animación, describió los desequilibrios frustrantes, especialmente en relación con el modo multijugador de 16 jugadores y criticó la puerilidad del juego.